# Orșova
Orșova (pronunciat en romanès: [ˈOrʃova]; en alemany: Orschowa, en hongarès: Orsova, en serbi: Оршава/Oršava, en búlgar: Орсово) és una ciutat portuària al riu Danubi, al comtat de Mehedinți, al sud-oest de Romania.
És una de les quatre localitats del comtat ubicades a la regió històrica del Banat. Es troba just a sobre de les Portes de Ferro, al lloc on el riu Cerna es troba amb el Danubi. Segons el cens del 2011, el 95,2% dels habitants eren romanesos, l'1,3% txecs, l'1% gitanos, el 0,9% alemanys, el 0,7% serbis i el 0,5% hongaresos.

## Història
- La localitat era el lloc on es trobava un port romà a Dacia Malvensis i el lloc d'un castrum anomenat Dierna.
- El 1925, una confusió de l'erudit Nándor Fettich va desviar l'important lloc d'enterrament dels magiars descobert a Cheglevici a la regió d'Orșova. Més tard, la localització d'aquest descobriment, que testimonia la presència dels magiars des de principis del segle x, es va aclarir per a la comunitat arqueològica.[4]
- El rei Ladislau I d'Hongria va derrotar decisivament els cumans prop d'Orșova el 1091.
- Va ser una important fortificació fronterera a l'edat mitjana.
- La ciutat va ser capturada per Solimà el Magnífic el 1522.
- Orșova va passar a formar part de la monarquia dels Habsburg el 1687 a l'inici d'una guerra otomana-Habsburg, però les forces otomanes la van recuperar el 1690. El tractat de Passarowitz va retornar la ciutat al Regne d'Hongria el 1718. El tractat de Belgrad va retornar la ciutat a l'Imperi Otomà el 1739. Finalment, el tractat de Sistova va retornar la ciutat al Regne d'Hongria el 1791. La ciutat va romandre a Hongria fins al final de la Primera Guerra Mundial, quan va passar a formar part de Romania. Va ser inclosa al comtat de Mehedinți durant la reforma administrativa del 1968.
- La corona hongaresa de Sant Esteve va ser enterrada a prop d'Orșova des del 1848 fins al 1853.
- Durant les obres a les Portes de Ferro, el nucli antic de la ciutat es va inundar i es va desenvolupar Orșova (1966-1971) en terrenys més alts, inclosa la banda sud de les muntanyes Almăj i els pobles de Jupalnic, Tufari i Coramnic. També es va inundar aleshores la veïna Ada Kaleh, amb la dispersió de la comunitat majoritàriament turca de l'illa del Danubi. Ada Kaleh i els seus habitants, així com la ciutat antiga, segueixen presents a la memòria dels seus habitants supervivents.

## Economia
La ciutat és un centre d'extracció de bentonita, crom i granit. La indústria se centra en la producció d'energia (la planta hidroelèctrica), la construcció naval i la fabricació de motors, el muntatge de peces per a la producció d'electricitat, el tèxtil i el processament de feldespat, amiant, quars, talc, fusta, etc.
El drassana Orșova es va construir el 1890 i era com un petit taller de reparació per als vaixells que participaven en el canal navegable des de les Portes de Ferro de Romania-Sip Iugoslavia i que van tenir un desenvolupament continuat al llarg del temps. Després de l'any 1991 es va canviar el nom i també el perfil organitzatiu.
S'està desenvolupant un parc eòlic al territori de la ciutat, en un turó proper; les primeres turbines es van activar al 2009.

## Fills il·lustres
- Ignat Bednarik (1882–1963), pintor
- Alexander Fölker (1956), jugador d'handbol
- Stefan Fröhlich, general de la Luftwaffe

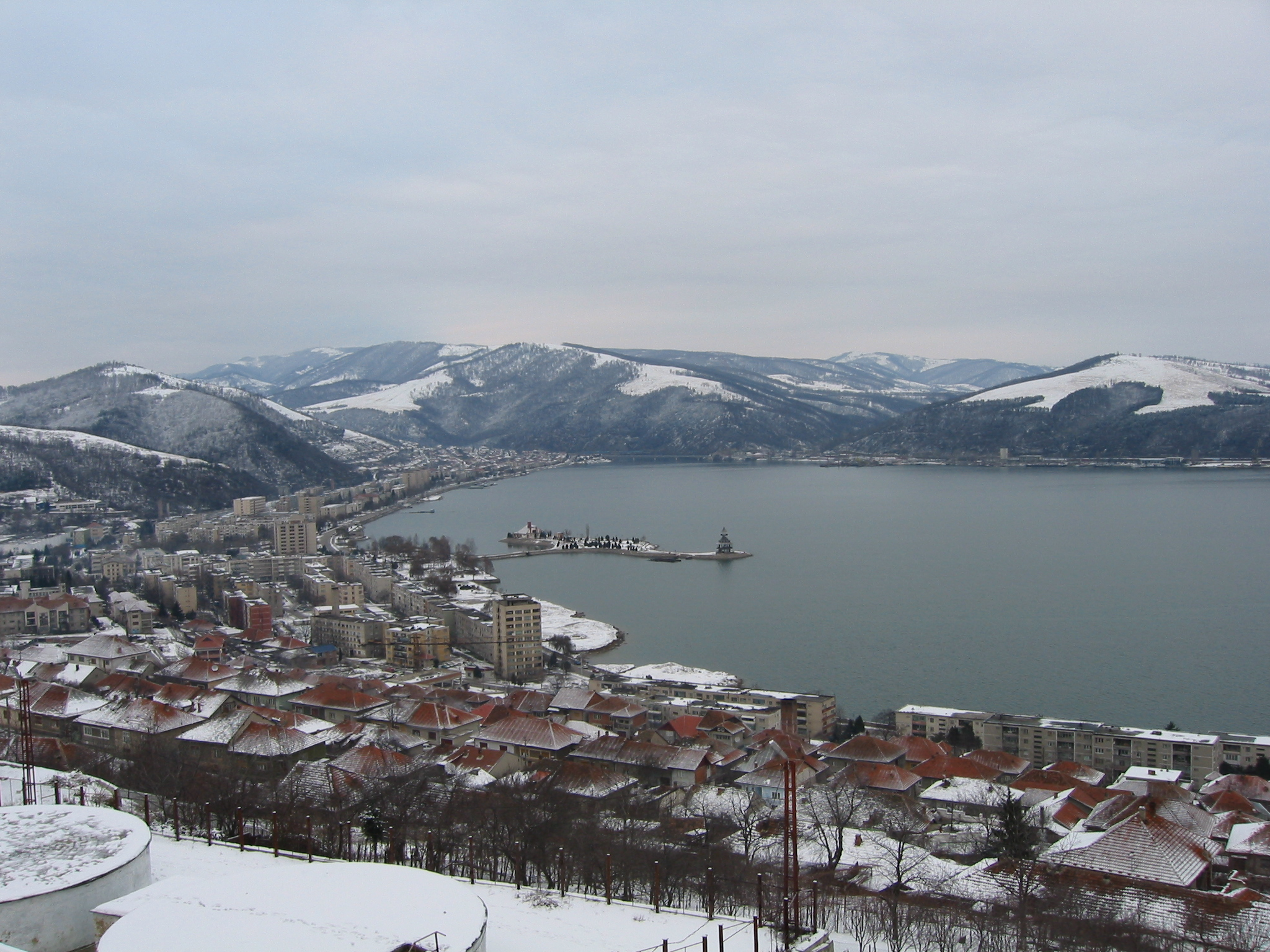
Vista d'hivern d'Orșova
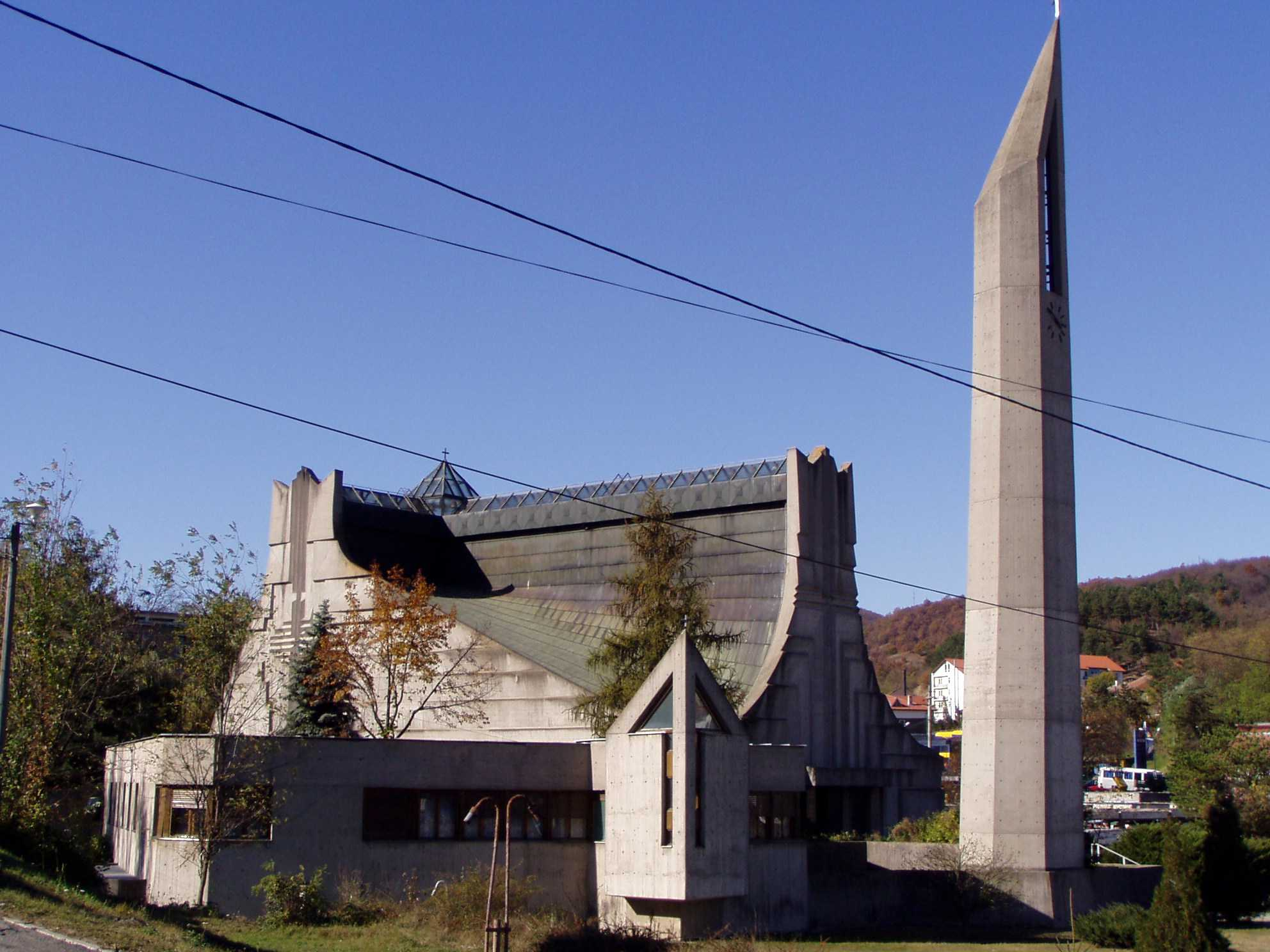
Església catòlica romana
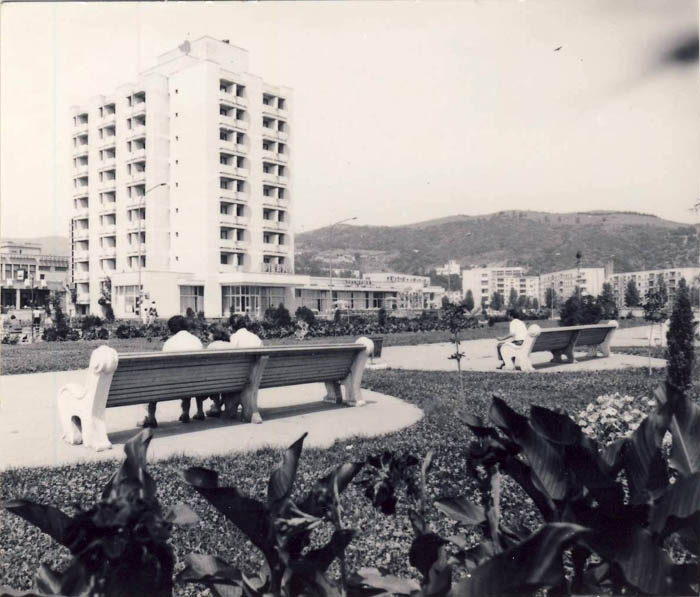
Orșova el 1978
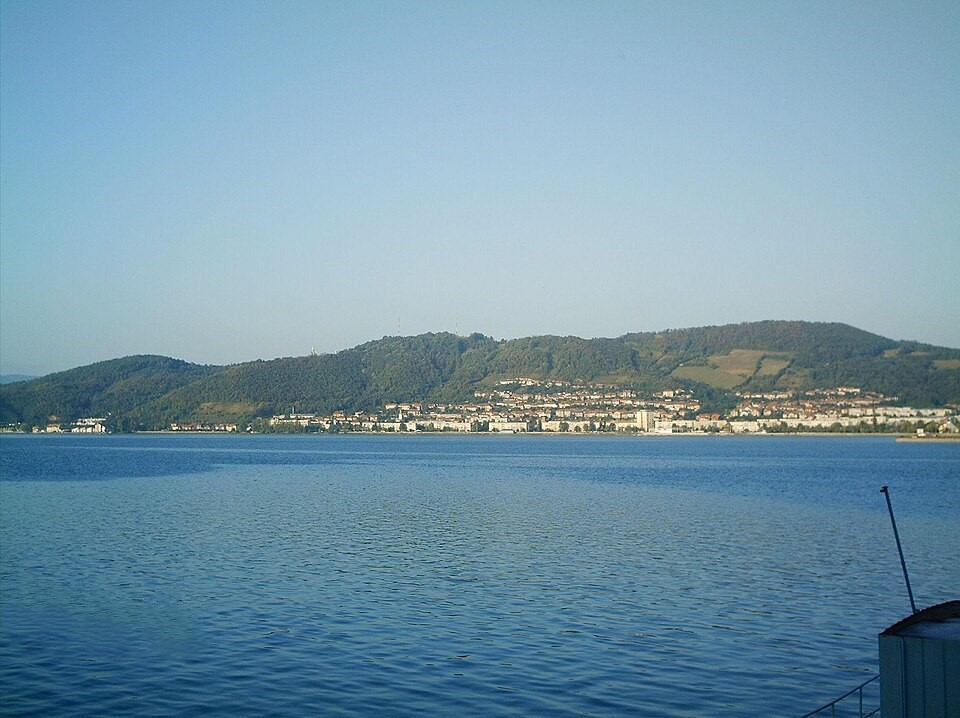
Danubi a Orșova
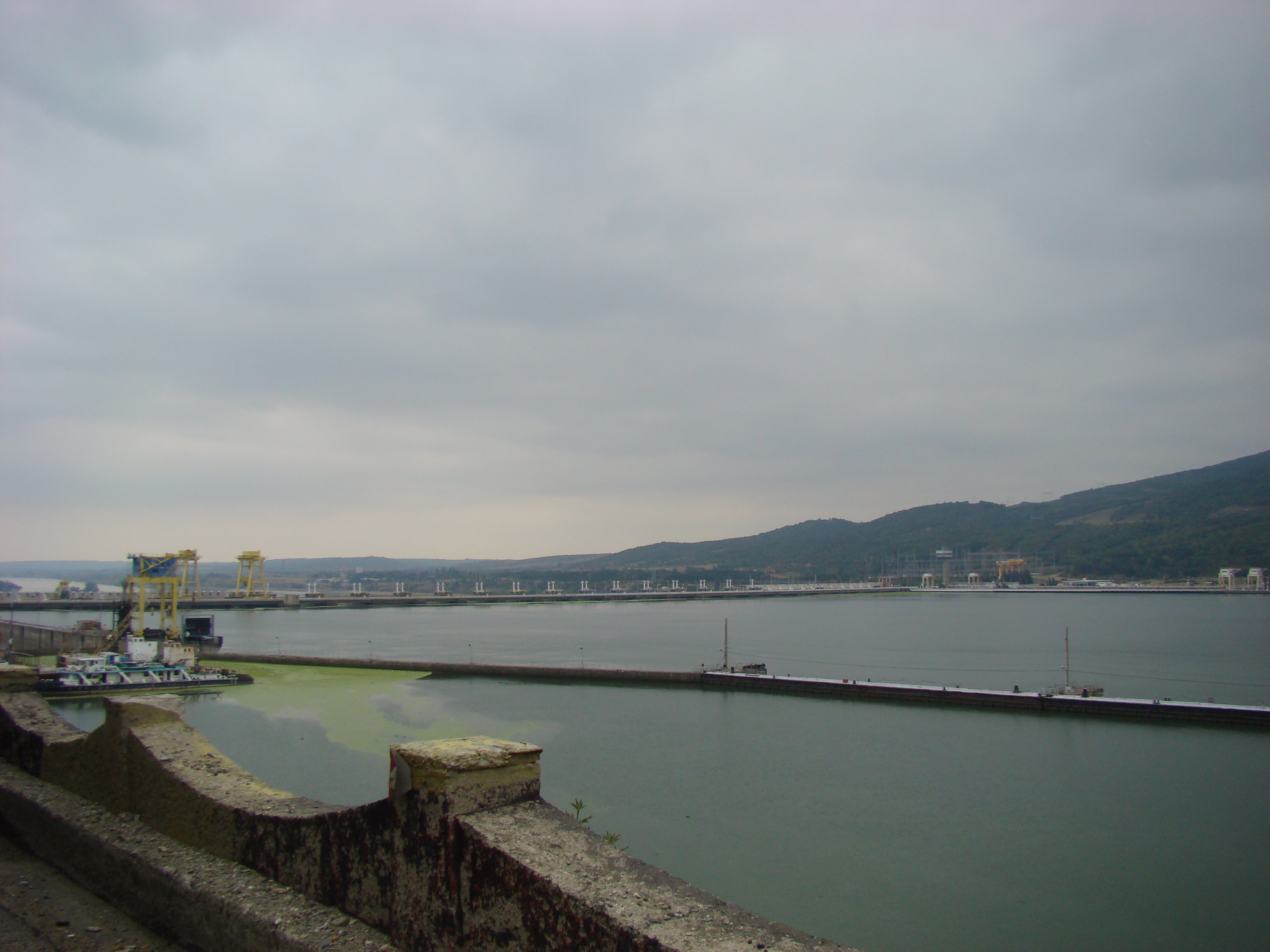
Danubi a Orșova